# Drei-Staaten-Theorie
Die Drei-Staaten-Theorie ist ein durch Nikita Chruschtschow im Zuge des Berlin-Ultimatums im November 1958 geprägter Begriff. Er umschreibt die Aufteilung Deutschlands in Westdeutschland (Bundesrepublik) und die DDR bzw. Ostdeutschland sowie die „entmilitarisierte Freie Stadt Berlin“. Die Drei-Staaten-Theorie fand in der westlichen Welt von Anfang an keine Anerkennung.
Später wurde mit diesem Begriff auch die offizielle Beurteilung der Berlin-Frage aus Sicht der Deutschen Demokratischen Republik bezeichnet.